# Phare de Rotes Kliff
Le phare de Rotes Kliff (en allemand : Quermarkenfeuer Rotes Kliff) est un phare inactif situé sur l'île de Sylt au nord de Kampen (Arrondissement de Frise-du-Nord - Schleswig-Holstein), en Allemagne.

## Histoire
Le phare  a été mis en service en 1913, sur une falaise à l'ouest de l'île de Sylt. C'est un ancien feu à secteurs avertissant les navires d'un banc de sable à l'approche du chenal menant au port de Kampen. Il a été électrifié en 1936. Il était habité et entretenu par des gardiens jusqu'en 1975, date à laquelle il a été désactivé. Le phare de Kampen l'a relayé avec un feu rouge de secteur. Il sert maintenant de balisage de jour et appartient désormais à la municipalité de Kampen qui a financé sa restauration.

## Description
Le phare  est une tour octogonale en briques rouges de 13 m de haut, avec une galerie et une lanterne. La tour est non peinte et la lanterne est blanche avec un toit pointu vert. Son feu à secteurs émettait , à une hauteur focale de 23 m, un éclat blanc et rouge et vert, selon direction, par période de 6 secondes. Sa portée était de 16 milles nautiques (environ 30 km) pour le feu blanc, 12 milles nautiques (environ 22 km) pour le rouge et 11 milles nautiques (environ 20 km) pour le feu vert.
Identifiant : ARLHS : FED-200.
|             |
| Île de Sylt |

|          |
| Le phare |

|          |
| Le phare |

### Lien connexe
- Liste des phares en Allemagne